# Robert Gibson
Robert Lee Gibson (Cooperstown, 30 de outubro de 1946) é um ex-aviador naval e astronauta norte-americano.
Formado em engenharia aeronáutica, alistou-se na Marinha dos Estados Unidos e recebeu treinamento como piloto. Baseado em porta-aviões, participou de missões de combate no Sudeste Asiático durante a Guerra do Vietnã e, de volta ao país, integrou o grupamento especial de pilotos da marinha conhecido como 'TOPGUN'.
Com seis mil horas de voo, trezentas aterrissagens em porta-aviões e experiência em mais de cinquenta tipos de aeronaves a jato é a hélice, foi selecionado pela NASA, em 1978, para treinamento como astronauta.

## Missões
Em sua carreira como astronauta, Gibson foi cinco vezes ao espaço, quatro delas como comandante do ônibus espacial. A primeira, como piloto, em fevereiro de 1984, da STS-41-B Challenger. Seguiram-se os comandos da STS-61-C Columbia, em janeiro de 1986, a última missão antes da tragédia com a nave Challenger - ocorrido dez dias depois do pouso da Columbia - que interrompeu por mais de dois anos o programa espacial tripulado norte-americano, a STS-27 Atlantis, em dezembro de 1988, a STS-47 Endeavour, misssão com o Spacelab, em setembro de 1992, e finalmente o comando da STS-71 Atlantis, em junho de 1995, missão do programa conjunto russo-americano Shuttle-Mir.

## Pós-NASA
Gibson deixou a NASA em 1996 e se tornou piloto da Southwest Airlines. Em 2006, de acordo com o boletim NASA Watch, ele foi forçado a se aposentar pela Administração Federal de Aviação por ter completado sessenta anos, o limite para comandantes de voos comerciais. Gibson fez na época pronunciamentos públicos contra esta restrição da agência reguladora da aviação civil norte-americana.
Em 2006, juntou-se a uma empresa privada especializada em desenvolvimento de satélites comerciais e seus componentes, como piloto-chefe de testes e diretor de operações 